# Прапор Близнюківського району
Пра́пор Близнюкі́вського райо́ну — офіційний символ Близнюківського району Харківської області, затверджений 14 лютого 2012 року рішенням № 189-VI 12 сесії Близнюківської районної ради 6 скликання.

## Опис
Прапор являє собою двостороннє прямокутне полотнище, співвідношенням ширини до довжини 2:3, малинового кольору із зображенням у центрі герба району. Його висота дорівнює половині ширини прапора, що обкантований бахромою жовтого (золотистого) кольору з двома китицями.
Герб — це перетятий геральдичний щит. У верхньому лазурному полі знаходиться соняшник, посередині якого розташовано сокола зі злаковим колоском. У нижньому золотому полі розміщено дві зелені козацькі могили та червоний напис «Близнюківський район». Щит прикрашено вінком із золотого дубового листя й колосків та увінчано золотим рогом достатку та кадуцеєм, покладеними косим хрестом.

## Символіка
- «Малиновий» пурпуровий колір є символом могутності й гідності та підкреслює факт, що район належить до території Харківщини.
- Бахрома та китиці жовтого (золотистого) кольору — кольору багатства та величі.